# Сан-Агустин (Колумбия)

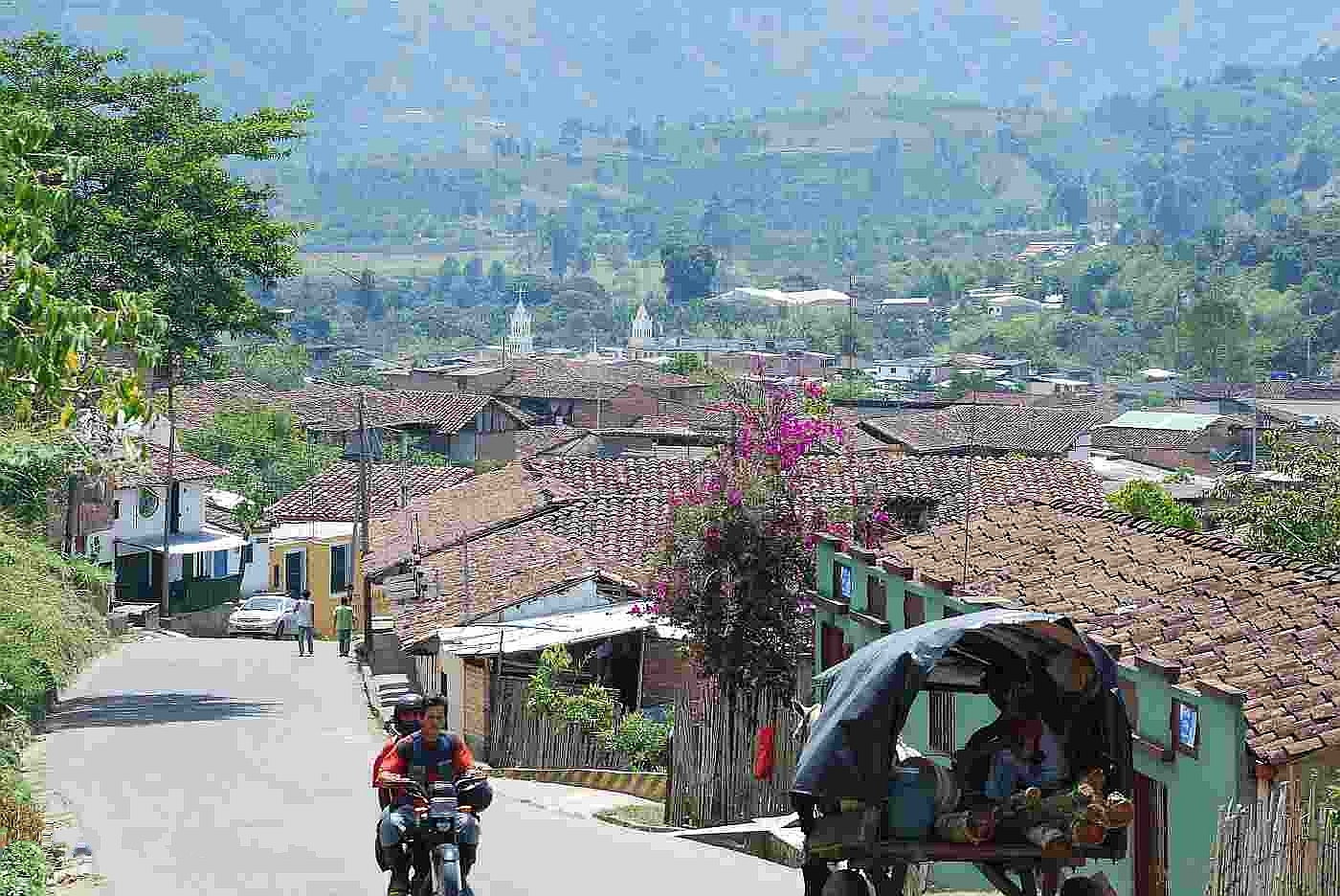
San Agustín Village

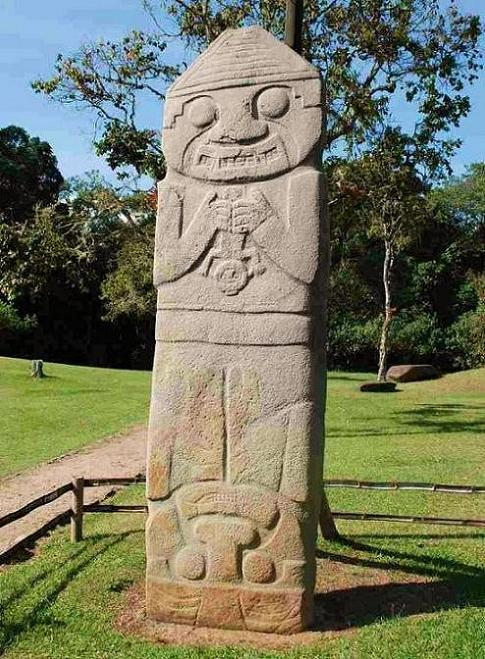
San Agustín Archaeological Park Statue

Сан-Агустин (исп. San Agustín) — населённый пункт и муниципалитет на юге Колумбии в департаменте Уила. Город расположен в 227 км от столицы департамента города Нейва. Население составляет около 30000 чел. 
Изначально город был основан как деревня в 1752 г. испанцем Алехо Астудильо, однако индейцы вскоре её разрушили. Современный посёлок основал в 1790 г. Лукас де Эрасо-и-Мендиганья (Lucas de Herazo y Mendigaña).
В окрестностях Сан-Агустина обнаружено немало археологических памятников доколумбовой эпохи, в связи с чем там был создан археологический парк, относящийся к Всемирному наследию ЮНЕСКО. Парк обеспечивает значительный доход местной экономике благодаря большому количеству посетителей, как колумбийцев, так и иностранцев.
Климат в Сан-Агустине довольно мягкий и равномерный, среднегодовая температура составляет +18 °C.